# Antoine Hénaut
Pour les articles homonymes, voir Hénaut.
Antoine Hénaut, né le 28 juillet 1986 à Mons, en Belgique, est un auteur-compositeur belge.

## Parcours
En 2007, Antoine Hénaut commence sa carrière en créant un projet de chanson française du nom de Sonotone. Écumant les scènes pendant deux ans, il entame sa carrière solo dans la seconde moitié de l’année 2009.
En 2010, remarqué par Marc Pinilla du groupe Suarez, une collaboration naît, et Antoine devient l'auteur de Le temps de voir et Qu'est-ce que j'aime ça, ainsi que d'autres titres sur le deuxième album L’indécideur. Cet album fut certifié disque d'or et album de l'année aux Octaves de la musique. La même année, Antoine signe sur le label 30 février/Pias et sort un premier opus intitulé Quelqu'un de bien, dont le titre éponyme connut un succès en radio.
En 2011, après s'être présenté sur plusieurs grandes scènes devant Michel Delpech, Les Ogres de Barback, Axelle Red et Brigitte, il chante en duo sur scène avec Thomas Fersen la chanson l’Arsène de Jacques Dutronc lors de la fête de la Fédération Wallonie-Bruxelles devant les caméras de grandes chaînes de télévisions. 
En 2012 sort de l'album 36 000 sur le label 30 février/Pias, une sélection de douze titres . L'album est réalisé par Aurelio Mattern, chanteur et leader du groupe Lucy Lucy. L'album 36000 fut nommé aux Octaves de la musique dans la catégorie chanson française, puis crée le spectacle Quelqu'un de bien, en collaboration avec les comédiens Emmanuel Gaillard et Meike Gasenzer du Cirque Farrago, spectacle mis en scène par Frédéric Dussenne mêlant arts du cirque et chansons.
En 2013, il devient auteur chez BMG France et ARE Music.
En 2016, après deux ans d'enregistrement en pré-production, c'est avec l'arrangeur David Bratzlavsky qu'il choisit onze titres pour réaliser l'album Poupée Vaudou. L'album est signé en France sur la maison de disque Le Label/Pias.
En 2021, il est nommé aux Chroniques lycéennes 2021-2022 de l'Académie Charles-Cros pour sa chanson Menteur à gages de l'album Par défaut